# فيليكس جيلمان
فيليكس جيلمان (بالإنجليزية: Felix Gilman)‏ هو كاتب خيال علمي بريطاني، ولد في 11 نوفمبر 1974 في لندن في المملكة المتحدة.

## وصلات خارجية
- الموقع الرسمي